# Stig Edling
Stig Edling född 23 maj 1946, författare, dokumentärfilmare, bokförläggare, journalist.
Edling startade på 70-talet Pockettidningen R och har gjort en dokumentärfilm om Palmemordet (satans mördare).

## Priser och utmärkelser
- 1976 – Tidningen Vi:s litteraturpris
- 1977 – Stora journalistpriset